# アナスタシオス・ドゥヴィカス
アナスタシオス・ドゥヴィカス（Anastasios Douvikas、1999年8月2日 - ）は、ギリシャ・アテネ出身のサッカー選手。コモ1907所属。ポジションはフォワード。ギリシャ代表。

## クラブ経歴
アステラス・トリポリスFCの下部組織を経て、2017年8月19日、PASヤニナFCとのリーグ戦でプロデビューを飾った。
2020年8月10日、ヴォロスNPSにフリーで加入し、3年契約を結んだ。ヴォロスではリーグ戦30試合で11得点を挙げる活躍を見せ、サポーターによるシーズン最優秀選手に選出された
2021年4月23日、エールディヴィジに所属していたFCユトレヒトに移籍金約120万ユーロで引き抜かれ、4年契約を結んだ。
2023年8月28日、移籍金1,200万ユーロでセルタ・デ・ビーゴがドゥヴィカスの獲得を発表し、5年契約を結んだ。
2025年2月3日、コモ1907に4年半契約で移籍した。

## 代表経歴
2021年3月28日、ヨン・ファント・シップによってギリシャ代表に初招集され、ホンジュラス代表との親善試合でギリシャ代表デビューを果たした。代表初ゴールは同年5月9日に行われた2022 FIFAワールドカップ・予選のコソボ代表戦である。